# 四合当镇
四合当镇，是中华人民共和国辽宁省朝阳市凌源市下辖的一个乡镇级行政单位。

## 行政区划
四合当镇下辖以下地区：
四合当村、小马营子村、大马营子村、大汤沟村、魁盛店村、东大杖子村、张家窝铺村、奈曼营子村、王家窝铺村、义合店村、五家子村、平地村、郑杖子村、玉皇庙村、张涵杖子村、楼上村和白庙子村。